# Torino Esposizioni
Torino Esposizioni är en ishall i Turin, Italien. Här, och i Torino Palasport Olimpico, spelades olympiska ishockeymatcher 2006. Arenan har en publikkapacitet på ca 4 300 åskådare.